# Haemagogus leucocelaenus
Haemagogus leucocelaenus är en tvåvingeart som först beskrevs av Dyar och Shannon 1924.  Haemagogus leucocelaenus ingår i släktet Haemagogus och familjen stickmyggor. Inga underarter finns listade i Catalogue of Life.